# (35020) 1981 EJ12
(35020) 1981 EJ12 es un asteroide perteneciente al cinturón de asteroides, descubierto el 1 de marzo de 1981 por Schelte John Bus desde el Observatorio de Siding Spring, Nueva Gales del Sur, Australia.

## Designación y nombre
Designado provisionalmente como 1981 EJ12.

## Características orbitales
1981 EJ12 está situado a una distancia media del Sol de 3,058 ua, pudiendo alejarse hasta 3,446 ua y acercarse hasta 2,671 ua. Su excentricidad es 0,126 y la inclinación orbital 4,009 grados. Emplea 1953,91 días en completar una órbita alrededor del Sol.

## Características físicas
La magnitud absoluta de 1981 EJ12 es 15. Tiene 5,677 km de diámetro y su albedo se estima en 0,079. 